# 学校法人履正社
学校法人履正社（がっこうほうじんりせいしゃ）は、日本の学校法人。2020年からクラス編成を従来の3コースにS類を加えた、S類、Ⅰ類、Ⅱ類、Ⅲ類（競技コース）の4コース制としている。

## 設置学校
- 履正社中学校・高等学校（大阪府豊中市）
- 履正社国際医療スポーツ専門学校（大阪府大阪市淀川区、同茨木市）
- 履正社スポーツ専門学校北大阪校（大阪府箕面市）

## 沿革
＜出典：＞

- 1922年（大正11年） - 大阪府福島商業学校を創設
- 1940年（昭和15年） - 履正社中学校（旧制）を開校
- 1946年（昭和21年） - 履正社中学校（旧制）を福島商業学校に名称変更
- 1955年（昭和30年） - 福島商業学校を大阪福島商業高等学校（新制）へ改組・改称
- 1970年（昭和45年） - 十三経理専門学校を開校。十三スイミングスクールを開設
- 1980年（昭和55年） - 履正スイミングクラブ曽根を開設
- 1983年（昭和58年） - 大阪福島商業高等学校を履正社高等学校に改称し、普通科のみの高等学校とする。十三経理専門学校を大阪情報経理専門学校に改称
- 1985年（昭和60年） - 履正社学園豊中中学校を開校。履正スイミングクラブ金剛を開設
- 1988年（昭和63年） - 大阪秘書ビジネス専門学校を開校
- 1998年（平成10年） - 大阪秘書ビジネス専門学校を履正社学園コミュニティ・スポーツ専門学校に改称
- 1999年（平成11年） - 履正科学体育研究所を開所
- 2000年（平成12年） - 履正社学園豊中中学校・履正社高等学校を男女共学化
- 2001年（平成13年） - 大阪情報経理専門学校を廃止[5][6]
- 2008年（平成20年） - 履正社学園コミュニティ・スポーツ専門学校を履正社医療スポーツ専門学校に改称
- 2017年（平成29年） - 履正社スポーツ専門学校北大阪校を開校
- 2022年（令和04年） - 履正社医療スポーツ専門学校を履正社国際医療スポーツ専門学校に改称
- 2023年（令和05年） - 履正社学園豊中中学校を履正社中学校に改称